# Deroxena
Deroxena es un género de lepidópteros de la superfamilia Gelechioidea.

## Especies
Este género contienen las siguientes especies:
- Deroxena conioleuca Meyrick, 1926
- Deroxena venosulella (Möschler, 1862)